# 帰愁
『帰愁』（きしゅう）は、松任谷由実の通算13枚目のシングル。東芝EMIより1979年6月20日に発売。規格品番：ETP-10577。
6年後の1985年11月1日に、研ナオコがカバー・シングルとしてリリースした。

## 音楽性

### 帰愁
歌詞の中の「涙雲ばかり」は伊集院静のアイデア。歌詞違いの「悲しみはひとりの胸に」もレコーディングされている。
1992年頃の『月刊カドカワ』での特集に於いて「何だかミョーに歌謡曲」と評されている。当該の記事インタビューでユーミン自身は〝これ、継子です〟〝この『帰愁』って曲は大っ嫌い! もう消してしまいたい! 出した時はブレイクすると思ったのに…〟と発言している。後年、『サウンドアドベンチャー』内にてリクエストにより本作を流した時にも〝嫌いなんだよな〜、この曲〟とボヤいていた。

## リリース
1979年6月20日に東芝EMIから発売された。1989年6月28日にCDシングルとして再発された。

## 記録
オリコンチャートの登場週数は4週、チャート最高順位は週間89位、累計0.9万枚のセールスを記録した。

## 収録曲
- Side A 帰愁 -Melancholy-[2]
- Side B 稲妻の少女 -She's A Lightning Bolt-

作詞・作曲：松任谷由実／編曲：松任谷正隆

## 参加ミュージシャン
- コーラス（#2）：山下達郎

## 研ナオコによるカバー
研ナオコによるカバー・シングルは、1985年11月1日にキャニオン・レコードからアルバム『Deep』と同時に発売された。
シングルリリースから2か月後に『第36回NHK紅白歌合戦』に出場した。

### 収録曲（研ナオコ版）
1. 帰愁
  - 作詞・作曲：松任谷由実、編曲：鷺巣詩郎
2. 女友達
  - 作詞：竹花いち子、作曲：福島邦子、編曲：奥慶一